# Contea di Grayson (Virginia)
La contea di Grayson (in inglese Grayson County ) è una contea dello Stato della Virginia, negli Stati Uniti. La popolazione al censimento del 2000 era di 17 917 abitanti. Il capoluogo di contea è Independence.